# Micrastur mintoni
El halcón montés críptico o halcón críptico (Micrastur mintoni) es una especie de ave falconiforme perteneciente a la familia Falconidae, del género Micrastur que vive en el sur de la Amazonía. Fue descubierta en el año 2002 en la selva del estado de Pará (Brasil), y Andrew Whittaker lo describió científicamente en 2003.

## Descripción
Es un halcón pequeño con las partes superiores de su cuerpo de color gris mientras que las inferiores son blancas con finas franjas horizontales negras. El halcón montés críptico junto al halcón montés cabecigrís y el halcón montés plomizo forma un complejo críptico de especies. Los adultos de estas tres especies tienen el lorum sin plumas con su piel de color anaranjado, del mismo color que la cera, lo que los diferencia del halcón montés agavilanado. El halcón montés críptico presenta una sola línea blanca en la cola además del borde blanco, como el halcón montés plomizo, mientras que el halcón montés cabecigrís tiene dos líneas. Se alimenta de insectos e invertebrados.

## Distribución y hábitat
Se pueden encontrar poblaciones estables de halcón montés críptico y desde el noreste de Bolivia hasta el estado de Pará en Brasil.
Este halcón habita en zonas de selváticas tropicales de regiones bajas, de tierra firme o estacionalmente inundables.